# Corte Villabella
Corte Villabella è una storica corte lombarda di Marmirolo, in provincia di Mantova. È una delle numerose residenze di campagna appartenute ai Gonzaga di Mantova.
Edificata nel XV secolo, appartenne dal 1470 al vescovo di Mantova Ludovico Gonzaga, figlio di Ludovico III Gonzaga, II marchese di Mantova. Nel 1498 venne donata al fattore del vescovo Benedetto Galoppo. Ritornata in possesso di Francesco II Gonzaga, venne donata a Marco Antonio Antimaco, segretario del marchese. Passò in seguito in proprietà della famiglia Cavriani.